# Francis Charles Frederick Cleeve
Francis Charles Frederick Cleeve, britanski general, * 26. junij 1896, provinca Punjab, Britanska Indija, † 1975, Yeovil, Somerset, Anglija.